# Juan Molina (Radsportler)
Juan Francisco Molina Castro (* 14. Juni 1948 in Villa Delgado) ist ein ehemaliger salvadorianischer Radrennfahrer.

## Sportliche Laufbahn
Molina war im Straßenradsport aktiv. Er war Teilnehmer der Olympischen Sommerspiele 1968 in Mexiko-Stadt. Das olympische Straßenrennen beendete er nicht.
Im Mannschaftszeitfahren kam das Team aus El Salvador Roberto García, Francisco Funes, Juan Molina und Mauricio Bolaños auf den 28. Rang. Er gehörte 1968 zu den ersten Sportlern seiner Heimat, die bei Olympischen Spielen starteten.